# 萨尔茨黑门多夫
萨尔茨黑门多夫（德語：Salzhemmendorf，發音：[zaltsˈhɛməndɔʁf]）是德国下萨克森州哈默尔恩-皮尔蒙特县的市镇，面积94.45平方千米，2023年12月31日人口为9,279人。